# Голубая чашка
«Голубая чашка» — рассказ Аркадия Гайдара для среднего школьного возраста. Впервые был опубликован в первом номере журнала «Пионер» за 1936 год. Автор приурочил эту публикацию к X съезду ВЛКСМ. В том же году рассказ был выпущен отдельной книгой издательством «Детиздат».

## Сюжет
Семья с дочкой в конце лета снимают дачу в Подмосковье с целью провести там долгожданный отпуск. Спустя 3 дня по приезде к маме пришёл её старинный приятель,  полярный лётчик. Уделяя всё внимание гостю, она обижает других членов семьи. Окончательно оформляет конфликт неизвестно кем разбитая мамина голубая чашка. Отец с дочерью в отместку отправляются в импровизированный поход по окрестностям. Возвращаясь, они видят установленный «ветряк» и следует примирение семьи.

## Персонажи
Прототипом главного героя рассказа является сам автор. Первоначально он хотел назвать его Николаем, но поскольку «брать себе чужое имя было неприятно», тот остался у Гайдара безымянным.
Имя его жены — Маруся. Так звали многих героинь Гайдара. Это было имя его первой жены — 16-летней медсестры Марии Николаевны Плаксиной, с которой Аркадий познакомился в 1921 году в госпитале, куда попал после ранения и контузии.
Имя Светлана, которое дал Гайдар своей юной героине, их дочери, для 1930-х годов ещё достаточно необычно (что впрочем, для произведений Гайдара — нормальное явление. О любви отца к необычным именам, в частности, писал Тимур Аркадьевич Гайдар). Несмотря на совпадение имени с именем дочери Сталина, назвал он героиню «Голубой чашки» не в честь неё, а в честь одной из дочерей детской писательницы А. Я. Трофимовой, близкого своего друга. Рыжеволосая Светлана Трофимова (родившаяся, как и её сестра Эра в 1920-х годах) и послужила прототипом персонажа рассказа. В первоначальном варианте вместо дочки Светланы у героя рассказа должен был быть сын Дима, но внутренняя логика сюжета, неожиданно для самого автора, заставила сменить сына на дочь.

## Особенности произведения
Этот рассказ — одно из лучших произведений писателя, оно отличается глубоким психологическим подтекстом и непривычной для детской литературы фабулой. Основываясь на собственном драматичном опыте семейной жизни, Гайдар описывает семью, оказавшуюся на грани распада, однако, сохранившуюся благодаря сдержанности героев произведения: как родителей, так и маленькой девочки.
И в этом рассказе, как и во многих других произведениях Аркадия Гайдара, в том числе более позднем «Чуке и Геке», важную роль играет мотив дороги. Примирение семьи оказывается связанным с идеей «бродяжничества», становится возможным после ухода отца с дочерью из дома (пусть и шутливо-игрового).
Действие рассказа происходит на фоне предчувствия надвигающейся войны, так, когда отец и дочь слышат выстрелы, маленькая девочка реагирует на них фразой: «Разве уже война?».

## Реакции и оценки
Наркомат просвещения СССР и ряд родителей выступили против «Голубой чашки», утверждая, что «такие произведения советским детям не нужны». Так в пятом номере журнала «Детская литература» за 1937 год появилась рецензия А. Терентьевой, в которой та сочла рассказ «бессюжетным», напоминающим скорее «набросок к рассказу», чем законченное произведение. Но если этот рецензент попросту не принял новизну формы, в которой была написана «Голубая чашка», последующая дискуссия свелась к вопросу, имеет ли право детская литература описывать семейные проблемы, знакомить детей с понятием «ревность». 
Продолжали писателя упрекать и в чисто стилистических «грехах»: «общей композиционной неслаженности», «эпизодичности». 
В защиту рассказа высказался критик А. Дерман, поставив во главу угла художественные достоинства рассказа, и отметив, что «не по хорошим теориям создаются художественные книги, а, напротив, на внимательном анализе последних строятся хорошие теории». Полемика вокруг рассказа, начатая в «Детской литературе», длилась три с половиной года, рассказ в результате был запрещён к переизданию и при жизни писателя больше не печатался.
В 1939 году, в рецензии на рассказ «Чук и Гек» «Новый рассказ А. Гайдара» В. Б. Шкловский назвал «Голубую чашку» произведением, в котором начал звучать «новый голос» автора, впервые проявилось его лирическое понимание жизни. В 1957 году Лев Кассиль, говоря об этом рассказе, пишет о таланте Аркадия Петровича «целомудренно» … «касаться самых заветных чувств человека», о «многослойности» гайдаровской прозы, в которой читатели разных возрастов находят то, что интересно и доступно именно им.
В 2013 году повесть была включена в список ста книг, рекомендованных школьникам Министерством образования и науки РФ для самостоятельного чтения.

## Экранизации
Рассказ был экранизирован центральным телевидением СССР в 1965 году, спустя 30 лет после написания, режиссёрами Владимиром Храмовым и Майей Марковой. 
В газете «Московский комсомолец» была напечатана положительная рецензия на этот телефильм.
Режиссёр Андрон Михалков-Кончаловский в 1989 году в одном из своих интервью сказал, что если бы он начал снимать фильм в России, это была бы гайдаровская «Голубая чашка» (впрочем тут же оговорился, вспомнив о более первоочередных планах — фильмах «Сергей Рахманинов» и «Ближний круг»).
Ещё одна экранизация — двухсерийный телефильм «Лето на память» (1987) режиссёра Юрия Кузьменко, Одесская киностудия. Он был снят по мотивам рассказов Аркадия Гайдара «Голубая чашка», «Четвёртый блиндаж» и «Горячий камень».